# Hồ Aloha
Hồ Aloha là một hồ ở nơi xa xôi hẻo lánh ở dãy núi Sierra Nevada, về phía tây của Hồ Tahoe ở Desolation Wilderness. Có thể đến hồ này bằng cách đi bộ về phía tây khỏi Glen Alpine Springs Trailhead gần thị xã South Lake Tahoe.